# Барвінок Борис Володимирович
Барвінок Борис Володимирович (4 квітня 1906, м. Київ — 1982, м. Київ) — український інженер-мостобудівник, автор науково-технічних праць, викладач Київського будівельного інституту. Жертва сталінського терору.

## Біографія
Народився у Києві. Хрещений в Церкві святих Костянтина та Єлени. Батьки Барвінок Володимир Іванович та Воловік Євгенія Степанівна. Раннє дитинство провів у двох містах: Санкт-Петербурзі та Києві. Навчається у Третій Санкт-Петербурзький гімназії. Під час становлення УНР у 1917 році з родиною повертається із Санкт-Петербурга до Києва, продовжує навчання в Першій українській гімназії Києва.

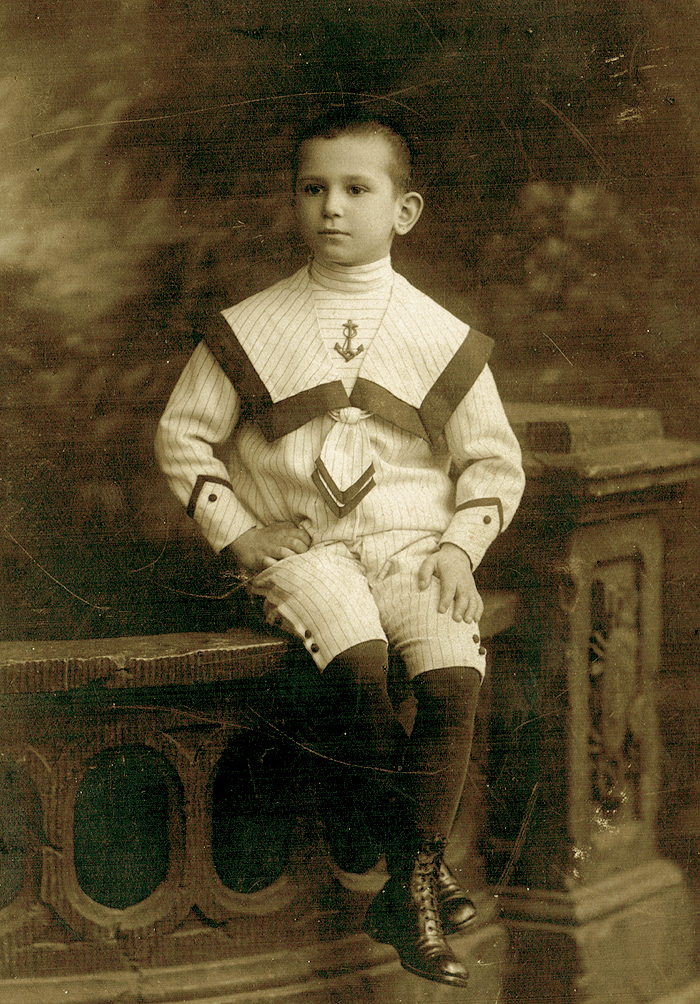
Борис у дитинстві, Санкт-Петербург

З 1929 року — інженер шляхів сполучення. У 1930-х роках навчається у Київському політехнічному інституті на інженерному факультеті за спеціалізацією мостобудування. Викладачем Бориса був академік Патон Євген Оскарович. У 1929 році одружився з Оленою Татаровою. У 1930 році в сім'ї Бориса народився син Юрій.
1935 року взяв участь у київській конференції по взаємодії колії та рухомого складу і виступив з доповіддю про вплив вибоїн на бандажах і стикових западин на коливання надресорної частини вагона.
Працює співробітником Інституту транспортної механіки Всеукраїнської Академії Наук, де публікує «Вплив стиків на коливання рухомого складу». У 1937 році Борис стає випускником третього випуску техніків-мостовиків. Його науково-технічний твір по мостобудуванню виходить окремим виданням та має попит у фахівців. Працює викладачем у Київському будівельному інституті, сьогодні — Київський національний університет будівництва і архітектури. Поєднує викладацьку діяльність з науковою у Інституті транспортної механіки Всеукраїнської Академії Наук.
Вже наприкінці року 5 грудня 1937 року заарештований НКВД за участь в антирадянській українській націоналістичній організації та ведення контрреволюційної діяльності. Під час обшуку конфісковано фотоапарат Фотокор № 1. Кінцевою метою організації, згідно зі звинуваченнями, було відторгнення України від Радянського союзу, повалення радянської влади та створення «української буржуазно-демократичної республіки». Проходив за справою разом з академіком Петром Супруненком.
Після низки імітованих катами НКВД розстрілів у київській тюрмі та зазнаних тортур від рук слідчого Воронцова, етапований 11 липня 1938 року у концтабір Локчимлаг (ГУЛАГ) у Республіці Комі, де дізнався про своє засудження в таборах НКВД строком у 10 років виправно-трудових робіт. Улітку 1940 року переведений у концтабір Котлас. Проте примусово утримується в концтаборах аж до 1952 року. Уникає відправлення до штрафбату завдяки гострому попиту на спеціальність інженера-містобудівника в умовах війни. Протягом свого перебування у концтаборах ГУЛАГ Борис керує будівництвом багатьох мостів на півночі Росії.
1952 року його звільняють із тюрми. Повертається до Києва, працює інженером у Київському проєктно-розвідувальному та конструкторсько-технологічному інституті. Реабілітований після XXII з'їзду КПРС 1961 року. Згодом Борис Барвінок отримує посаду головного інженера Київського інституту проєктування підприємств вугільної промисловості.